# Bouleternère
Bouleternère é uma comuna francesa na região administrativa da Occitânia, no departamento dos Pirenéus Orientais. Estende-se por uma área de 10.63 km², com 943 habitantes, segundo o censo de 2018, com uma densidade de 89 hab/km².